# Boom Technology
Boom Technology, Inc. (търговско име Boom Supersonic) е американска компания, разработваща 55-местен свръхзвуков пътнически самолет, който трябва да лети със скорост 2,2 маха (2300 km/h). Наречен Boom Overture, самолетът ще има обхват от 8300 km и се очаква да бъде въведен в експлоатация през 2030 г.
След като престоява в бизнес-инкубатор при компанията Y Combinator през 2016 г., Boom Technology събира 51 млн. щ.д. рисков капитал през 2017 г. и още 100 млн. щ.д. към януари 2019 г. Демонстрационният модел Boom XB-1 Baby Boom, който е в мащаб 1:3, е трябвало да започне летателни изпитания през 2021 г., но те са осъществени през 2024 г.
На 28 януари 2025 г. компанията за първи път преодолява звуковата бариера с новия си самолет XB-1 след излитане от аерокосмическия център Мохаве.

## История
Компанията е основана в Денвър през 2014 г.
В началото на 2016 г. тя участва в програмата на Y Combinator за стартиране на компании и е финансирана от Y Combinator, Sam Altman, Seraph Group, Eight Partners и други.
Boom си осигурява общо финансиране от 41 млн. щ. д. към април 2017 г.
През декември 2017 г. Japan Airlines инвестира 10 млн. щ. д., покачвайки капитала на компанията до 51 млн. щ. д., достатъчни да се построи демонстраторът XB-1 „Baby Boom“, да завърши тестването му и да започне ранна работа по проектирането на 55-местния самолет. През януари 2019 г. Boom събира още 100 млн. щ. д., което довежда капитала до общо 151 млн. щ. д., след което планира първия полет на демонстратора за по-късно през 2019 г.

## Проекти

### XB-1 Baby Boom
Демонстрационният модел XB-1 Baby Boom, три пъти по-малък от бъдещия свръхзвуков самолет, е проектиран да поддържа скорост 2,2 маха, с над 1900 km обхват, и използва три двигателя General Electric J85-15s (16 kN). Има дължина 21 m и размах на крилата 5,2 m при максимално тегло при излитане 6,1 тона. Построен е от леки композитни материали, има кабина с двама членове на екипажа. С помощта на X-Plane 11 е конструиран симулатор за XB-1 за тестване на полетния модел. Очакваше се пробният полет да стане през пролетта на 2022 г., но той закъснява и той е осъществен на 22 март 2024 г.
По времена този полет самолетът достига скорост от 441 km/h и височина от над 2100 m.
При тестовия полет на 13 декември 2024 г. самолетът достига скорост до 957 km/h и височина 8200 m.
При тестовия полет на 28 януари 2025 г. самолетът преодолява звуковата бариера, достигайки скорост до 1200 km/h и постига височина от над 11 000 m.

### Самолетът Overture
Overture ще бъде 55-местен пътнически свръхзвуков самолет, летящ със скорост 2,2 маха (2300 km/h) и с обхват 8300 km.
При 500 възможни маршрута, може да има пазар за 1000 свръхзвукови самолета с тарифи за бизнес-класа. До декември 2017 г. са получени 76 заявки за самолети. Запазена е делта-формата на крилото, като на Concorde, но то ще е направено от композитни материали.
През септември 2020 г. компанията обявява, че е договорено да разработи Overture за евентуално използване като Air Force One.
Главният изпълнителен директор на Boom Блейк Шол „очаква, че Overture ще има редовни полети през 2030 г.“
През 2021 г. Boom обяви плановете си да започне тестови полети с Overture през 2026 г.